# Громадка, Карел (хоккеист)
Карел Громадка (чеш. Karel Hromádka; 23 мая 1905 — 30 марта 1978) — чехословацкий хоккеист и тренер. 2-кратный чемпион Европы. Член Зала славы чешского хоккея.

## Биография
Карел Громадка родился 23 мая 1905 года в Праге.
В хоккей начал играть еще во время учёбы в Университете. В 1927 году стал выступать за команду ЛТЦ (Прага). За время выступлений за ЛТЦ неоднократно становился чемпионом Чехословакии.
В 1929 году он впервые выступил за сборную Чехословакии на чемпионате Европы, завоевав золотую медаль. В составе чехословацкой сборной 2 раза участвовал в Олимпийских играх, выиграл бронзу чемпионата мира 1933 года, на европейских чемпионатах завоевал 6 медалей (2 золотые, 1 серебряную и 3 бронзовые). С 1928 по 1936 год сыграл за сборную 54 игры, забил 16 голов. В клубе и в сборной играл в одном звене с Йозефом Малечеком и Иржи Тожичкой.
В 1936 году Громадка перешёл в пражскую команду «Подоли», до 1948 года был её тренером. В 1942 году «Подоли» под руководством Громадки вышел в первую чехословацкую лигу.
В 1948 году эмигрировал из страны. Долгие годы жил в США, где и умер 30 марта 1978 года в возрасте 72 лет.
6 мая 2010 года был принят в Зал славы чешского хоккея.

## Достижения
Чемпион Европы 1929, 1933
 Серебряный призёр чемпионата Европы 1936
 Бронзовый призёр чемпионатов Европы 1931, 1934, 1935
 Бронзовый призёр чемпионата мира 1933